# Ann Bishop
Pour les articles homonymes, voir Bishop.
Ann Bishop, née le 19 décembre 1899 à Manchester et morte le 7 mai 1990 à Cambridge, est une biologiste britannique. Elle a étudié au Girton College de l'université de Cambridge et est l'une des rares femmes membres de la Royal Society.

## Biographie
Née à Manchester, elle fait ses études secondaires à la Manchester High School for Girls, puis s'inscrit à Girton College. Elle effectue à Cambridge l'essentiel de sa vie professionnelle. Ses spécialités sont la protozoologie et la parasitologie. Son travail de pionnier avec des parasites ciliés, y compris celui responsable de l'histomoniasis (en) chez la dinde domestiquée, a jeté les bases de ses recherches ultérieures. Tout en travaillant à son doctorat, Bishop étudie les amibes parasitaires et examine des chimiothérapies potentielles pour le traitement des maladies amibiennes, y compris l'amœbose.
Son travail le plus connu est une étude complète du Plasmodium, le parasite du paludisme, et l'étude de diverses chimiothérapies pour la maladie. Plus tard, elle étudie la résistance aux médicaments de ce parasite, une recherche qui s'avère précieuse pour l'armée britannique dans la Seconde Guerre mondiale. Elle découvre le potentiel de résistance croisée (en) chez ces parasites durant cette même période. Bishop découvre également le protozoaire Pseudotrichomonas keilini (en) et travaille avec l'espèce de moustiqueAedes aegypti, un vecteur du paludisme, dans le cadre de ses recherches sur la maladie. 
Élu à la Royal Society en 1959, Bishop est la fondatrice de la British Society for Parasitology (en) et est membre du Comité sur le paludisme de l'Organisation mondiale de la santé (OMS).